# Roger Carel
Pour les articles homonymes, voir Carel.
Roger Carel, de son vrai nom Roger Bancharel, né le 14 août 1927 à Paris (XIe) et mort le 11 septembre 2020 à Montfermeil (Seine-Saint-Denis), est un acteur français.
En plus de 60 ans de carrière, il a participé à de nombreux films, dessins animés, séries télévisées, pièces de théâtre ou encore feuilletons radiophoniques. Il est une des très grandes voix françaises du doublage. Il a ainsi interprété régulièrement Peter Sellers et Peter Ustinov. Il a également doublé Anthony Daniels pour le personnage C-3PO dans la saga Star Wars de 1977 à 2011, Charlie Chaplin dans Le Dictateur, Benny Hill dans la série du même nom, David Suchet pour le personnage Hercule Poirot dans la série homonyme, mais aussi Kermit la grenouille dans Le Muppet Show ou encore Alf dans la série du même nom, etc. Il était également un doubleur de personnages divers dans des films grand public, comme par exemple le professeur Horace Slughorn dans la saga Harry Potter.
Travaillant beaucoup dans l'animation, il a participé à de nombreuses productions françaises, prêtant notamment sa voix à Astérix (dans toutes les apparitions du personnage de 1967 à 2014) ainsi qu'à Maestro dans Il était une fois… l'Homme. Il participe aussi à de nombreuses productions pour les studios Disney : il a par exemple été la première voix de Winnie l'ourson (de 1977 à 2010), de Porcinet et Coco Lapin dans les dessins animés de Winnie l'ourson, de Kaa dans Le Livre de la jungle (1967), de Bernard dans Les Aventures de Bernard et Bianca (1977), de Jiminy Cricket dans le second doublage de Pinocchio et ses autres apparitions, du Chat de Chester dans le second doublage d’Alice au pays des merveilles, ou encore de Basil dans Basil, détective privé (1986). Il a par ailleurs été la première voix régulière de Mickey Mouse dans les années 1970.

## Biographie

### Jeunesse et débuts
De son vrai nom Roger Bancharel, il naît le 14 août 1927 dans le 11e arrondissement de Paris, fils unique de Joseph Bancharel, employé de la Compagnie du chemin de fer métropolitain de Paris (ancêtre de la RATP) et de Marie-Louise Bergheaud, femme au foyer.
Il fait ses études à l'Institution Saint-Nicolas, un collège catholique à Issy-les-Moulineaux à la discipline sévère où il est connu de ses camarades pour imiter ses professeurs. Il souhaite devenir prêtre et entre au petit séminaire mais abandonne pour entrer dans une école d'ingénieurs, l'École centrale d'électricité, voie qu'il abandonne à son tour : il veut faire de la comédie. Une audition obtenue par sa tante auprès de Jean Marchat le lance sur la voie du théâtre. Tout en prenant des leçons au cours Bauer-Thérond auprès de Michel Piccoli, Anouk Aimée, Jacques Ciron, puis au cours Simon, il débute au théâtre à la fin des années 1940, avant de se lancer dans le cinéma, les dramatiques et feuilletons radio et le cabaret au cours des années 1950.

### Cinéma, télévision et théâtre
Roger Carel apparaît dans de nombreux films, et nombreuses pièces de théâtre et séries télévisées à succès comme Arsène Lupin, où il incarne le commissaire Guerchard. Il est aussi présent à la télévision aux côtés de Jacqueline Maillan et Michel Roux.
Dans les années 1980, il participe régulièrement aux Grosses Têtes de Philippe Bouvard, sur RTL, où il se distingue notamment pour ses bruitages et ses improvisations aux côtés de Jacques Martin comme Le Putéal. En 1983, il incarne le rôle du général Müller dans le film Papy fait de la résistance de Jean-Marie Poiré.

### Doublage
Son timbre particulier et sa capacité à transformer sa voix le poussent naturellement vers le doublage, notamment les productions Disney pour lesquelles il double Mickey Mouse dans les années 1970, Winnie l'ourson, Pongo dans Les 101 Dalmatiens (1961), Kaa dans Le Livre de la jungle (1967), Jiminy Cricket dans Pinocchio et le Chat du Cheshire dans Alice au pays des merveilles mais aussi les séries Hanna Barbera, Warner, etc.
Roger Carel est connu pour avoir prêté sa voix à des personnages comme Jolly Jumper dans la série Lucky Luke de 1983. Il incarne aussi Astérix, Caius Pupus et Idéfix dans Les Douze Travaux d'Astérix de 1976, parmi les nombreux films Astérix. Toujours dans les années 1970 et 1980, il incarne le rôle symbolique de Maestro dans les séries d'animation Il était une fois (Il était une fois… l'Homme, Il était une fois… notre Terre, etc.).
Il prête parallèlement sa voix à des acteurs tels Charlie Chaplin, Jack Lemmon, Jerry Lewis, Peter Sellers ou Peter Ustinov et des personnages comme C-3PO dans Star Wars, Alf, Kermit la grenouille et d'autres. Charlie Chaplin a demandé que ce soit lui qui le double en français pour Le Dictateur car il a entendu sa voix et l'a appréciée tout de suite.
Souhaitant ralentir son activité à partir des années 2010, il est remplacé dans la plupart de ses rôles emblématiques comme C-3PO ou Winnie l'ourson par Jean-Claude Donda, qui l'avait déjà remplacé pour le chant depuis les années 2000, étant donné la proximité de leurs timbres vocaux. Certains autres rôles, comme Hercule Poirot (incarné par David Suchet), sont toutefois repris par Philippe Ariotti.
En octobre 2013, Roger Carel annonce sur Europe 1 à l'occasion de la sortie d’Astérix : Le Domaine des dieux qu'il prenait définitivement sa retraite à l'âge de 87 ans. Il se retire dans son pavillon à Villemomble, en Seine-Saint-Denis.
Christian Clavier, qui avait prêté ses traits au personnage dans les films Astérix et Obélix contre César et Astérix et Obélix : Mission Cléopâtre, le remplace dans Astérix : Le Secret de la potion magique (2018), mais c'est Jean-Claude Donda qui reprend l'essentiel de ses rôles pour assurer la continuité vocale notamment dans Astérix et Obélix XXL 3 : Le Menhir de cristal ou l'attraction Attention Menhir du parc Astérix.

### Mort
Roger Carel meurt le 11 septembre 2020, à  Montfermeil, en Seine-Saint-Denis. Sa mort est annoncée par son fils le 18 septembre 2020 au journal Le Parisien. À la suite d'une erreur d'interprétation de l'article du Parisien, de nombreux médias mentionnent comme lieu de décès Aigre, ville dont dépend la commune déléguée de Villejésus, où il est inhumé dans le caveau familial dans la plus stricte intimité, ainsi que le confirme son fils à 20 Minutes : « Nous n’avons pas souhaité communiquer sur son décès, pour préserver son épouse, fortement bouleversée. Nous ne souhaitions pas qu’elle soit assaillie de messages par les gens de la profession, ou des journalistes. »

### Autres
Roger Carel était membre de l'Académie Alphonse-Allais. En 1986, il sort son livre autobiographique : J'avoue que j'ai bien ri. En janvier 2012, il reçoit le prix Henri-Langlois pour l'ensemble de son œuvre.

## Théâtre
- 1949 : Les Gaîtés de l'escadron de Georges Courteline, mise en scène Jean-Pierre Grenier, théâtre de la Renaissance
- 1949 : La Dame aux camélias, compagnie Noël Vincent : Gustave
- 1951 : Cymbeline de William Shakespeare, mise en scène Maurice Jacquemont, Centre dramatique de l'Ouest
- 1951 : Les Trois Mousquetaires d'après Alexandre Dumas, mise en scène Jean-Pierre Grenier, théâtre de la Porte-Saint-Martin
- 1952 : Philippe et Jonas (Gentle People) d'Irwin Shaw, adaptation Marcel Duhamel, mise en scène Jean-Pierre Grenier, théâtre de la Gaîté-Montparnasse
- 1954 : Responsabilité limitée de Robert Hossein, mise en scène Jean-Pierre Grenier, théâtre Fontaine
- 1954 : Azouk d'Alexandre Rivemale, mise en scène Jean-Pierre Grenier, théâtre Fontaine
- 1954 : L’Amour des quatre colonels de Peter Ustinov, adaptation de Marc-Gilbert Sauvajon, mise en scène Jean-Pierre Grenier, théâtre Fontaine
- 1955 : Les Petites Filles modèles d'Albert Vidalie et Louis Sapin, mise en scène Jean-Pierre Grenier, Cabaret La Fontaine des quatre-saisons
- 1957 : Romanoff et Juliette de Peter Ustinov, mise en scène Jean-Pierre Grenier, théâtre Marigny
- 1957 : L’Amour des quatre colonels de Peter Ustinov, mise en scène Jean-Pierre Grenier, théâtre de l'Ambigu-Comique
- 1958 : Tessa la nymphe au cœur fidèle de Jean Giraudoux d'après Basil Dean et Margaret Kennedy, mise en scène Jean-Pierre Grenier, théâtre Marigny
- 1958 : L'Étonnant Pennypacker de Liam O'Brien, adaptation Roger Ferdinand, mise en scène Jean-Pierre Grenier, théâtre Marigny
- 1959 : Gog et Magog de Roger MacDougall et Ted Allan, mise en scène François Périer, théâtre de la Michodière
- 1960 : Champignol malgré lui de Georges Feydeau et Maurice Desvallières, mise en scène Jean-Pierre Grenier, théâtre Marigny
- 1960 : Les Femmes savantes de Molière, mise en scène Jacques Charon, théâtre des Bouffes-Parisiens
- 1961 : Hélène ou la Joie de vivre d'André Roussin et Madeleine Gray, d'après John Erskine, mise en scène Louis Ducreux, théâtre de la Madeleine
- 1962 : Johnnie Cœur de Romain Gary, mise en scène François Périer, théâtre de la Michodière
- 1962 : Lieutenant Tenant de Pierre Gripari, mise en scène Jean-Paul Cisife, théâtre de la Gaîté-Montparnasse
- 1963 : Sacré Léonard de Jean Poiret et Michel Serrault, mise en scène André Puglia, théâtre Fontaine
- 1965 : Deux anges sont venus de Roger Pierre et Jean-Marc Thibault d'après Albert Husson, mise en scène Pierre Mondy, théâtre de Paris
- 1966 : Monsieur Dodd d'Arthur Watkyn, mise en scène Jacques-Henri Duval, théâtre des Variétés
- 1966 : Opération Lagrelèche de Jean Poiret et Michel Serrault, théâtre Fontaine
- 1969 : La Puce à l'oreille de Georges Feydeau, mise en scène Jacques Charon, théâtre du Palais-Royal
- 1969 : La Périchole de Jacques Offenbach, mise en scène Maurice Lehmann, théâtre de Paris : Miguel de Panatellas
- 1972 : Il était une fois l'opérette de Jean Poiret et Dominique Tirmont, théâtre du Palais-Royal
- 1973 : L'Arnacœur de Pierrette Bruno, mise en scène Pierre Mondy, théâtre de la Michodière
- 1977 : Féfé de Broadway de Jean Poiret, mise en scène Pierre Mondy, théâtre des Variétés
- 1979-1980 : La Bonne Soupe de Félicien Marceau, mise en scène Jean Meyer, théâtre des Célestins puis théâtre Marigny

## Filmographie

### Cinéma

#### Longs métrages
- 1952 : Le Fils de Lagardère (Il figlio di Lagardere) de Fernando Cerchio
- 1956 : Rencontre à Paris de Georges Lampin : le gendarme au Ritz
- 1957 : L'Ami de la famille de Jack Pinoteau : l'accordeur
- 1957 : Le Triporteur de Jack Pinoteau : un paysan
- 1958 : Incognito de Patrice Dally ; un agent
- 1958 : Chéri, fais-moi peur de Jack Pinoteau : l'espion russe Kougloff
- 1959 : Le Petit Prof de Carlo Rim : un employé de mairie
- 1959 : Croquemitoufle de Claude Barma : Maurice
- 1961 : Auguste de Pierre Chevalier : le beau-frère Albert
- 1962 : L'Empire de la nuit de Pierre Grimblat
- 1963 : Ophélia de Claude Chabrol : un employé
- 1963 : Les Bricoleurs de Jean Girault : le comte de La Bigle
- 1963 : La Foire aux cancres de Louis Daquin : Monsieur Garrigou
- 1964 : La Mort d'un tueur de Robert Hossein : le cafetier
- 1965 : La Grosse Caisse d'Alex Joffé : Souvestre
- 1966 : Le Saint prend l'affût de Christian-Jaque : le professeur
- 1967 : Le Vieil Homme et l'Enfant de Claude Berri : le fils de Pépé
- 1968 : La Puce à l'oreille de Jacques Charon : Monsieur Plommard
- 1968 : Salut Berthe ! de Guy Lefranc : Camberlin
- 1968 : Béru et ces dames de Guy Lefranc : Maximilien Bernal
- 1969 : Clérambard d'Yves Robert : le curé
- 1969 : Une veuve en or de Michel Audiard : Aristophane
- 1970 : Et qu'ça saute ! de Guy Lefranc : Fédorovitch
- 1971 : On est toujours trop bon avec les femmes de Michel Boisrond : Frank Dillon
- 1972 : Le Viager de Pierre Tchernia : le journaliste télévisé
- 1972 : Églantine de Jean-Claude Brialy : Ernest
- 1972 : Elle cause plus... elle flingue de Michel Audiard : Sammy
- 1973 : Ah ! Si mon moine voulait... de Claude Pierson : Maître Bornt
- 1973 : Le Grand Bazar de Claude Zidi : : le commissaire-priseur
- 1974 : Les Gaspards de Pierre Tchernia : le ténor Alberto Sopranelli
- 1974 : Q ou Au plaisir des dames de Jean-François Davy : le narrateur
- 1975 : Soldat Duroc, ça va être ta fête de Michel Gérard : Oberst Strumpf
- 1976 : La Grande Récré de Claude Pierson : le pharmacien
- 1976 : Les Grands Moyens de Hubert Cornfield : le commissaire Honoré Compana
- 1977 : Dis bonjour à la dame de Michel Gérard : l'inspecteur des PTT
- 1977 : La Grande Frime (À nous les minettes) de Henry Zaphiratos : Chomer
- 1979 : La Gueule de l'autre de Pierre Tchernia : Roland Favereau
- 1980 : Les Phallocrates de Claude Pierson : le directeur de l'asile
- 1980 : On a volé la cuisse de Jupiter de Philippe de Broca : Sacharias
- 1980 : Le Coup du parapluie de Gérard Oury : Salvatore Bozzoni
- 1980 : Les Malheurs d'Octavie de Roland Urban : André Perlin
- 1981 : Signé Furax de Marc Simenon : Igor Sokolodovenko
- 1983 : Le Retour des bidasses en folie de Michel Vocoret : Kolonel von Berg
- 1983 : Le Jeune Marié de Bernard Stora : le père de Nina
- 1983 : L'Été meurtrier de Jean Becker : « Henri IV », le garagiste
- 1983 : L'émir préfère les blondes d'Alain Payet : Sam Moreau
- 1983 : Y a-t-il un pirate sur l'antenne ? de Jean-Claude Roy : commissaire Keller
- 1983 : Papy fait de la résistance de Jean-Marie Poiré : général Müller
- 1987 : Les Gauloises blondes de Jean Jabely : Cuchulain
- 1988 : Le Diable rose de Pierre B. Reinhard : Général Von Goteborg
- 1989 : La Folle Journée ou le Mariage de Figaro de Roger Coggio : Brid'oison
- 1989 : Comédie d'amour de Jean-Pierre Rawson : le docteur
- 1990 : Les Mille et Une Nuits de Philippe de Broca : le grand vizir
- 1996 : Mon homme de Bertrand Blier : le passant au chapeau

#### Courts métrages
- 1957 : Un matin comme les autres de Yannick Bellon
- 1967 : L'Emploi du temps de Bernard Lemoine
- 1994 : Doudou perdu de Philippe Sisbane
- 1995 : Post-scriptum de Philippe Sisbane
- 1999 : La Clef des étoiles de Pierre-Louis Levacher : le narrateur
- 2003 : Le Fabuleux Destin de Perrine Martin d'Olivier Ciappa : le narrateur
- 2003 : La Nuit du 6 au 7 de Patrice Bauduinet : le narrateur
- 2004 : Cavanimox de Cyril Tchernomordik, Fabrice Sénia, Frédéric Barbe et Hannibal Poenaru : le narrateur
- 2004 : Le Coma des mortels de Philippe Sisbane
- 2009 : Le Film de ma vie d'Aurélien Clappe : le narrateur

### Télévision
- 1956 : Le Revizor ou l'Inspecteur général de Marcel Bluwal : le gouverneur
- 1957 : Le Quadrille des diamants de Claude Barma
- 1958 : La Dame de pique de Stellio Lorenzi : le deuxième buveur
- 1958 : La caméra explore le temps : L'Exécution du duc d'Enghien : Cadoudal
- 1959 : La Nuit de Tom Brown de Claude Barma : l'abbé Jefferson
- 1961 : Le Théâtre de la jeunesse : Gaspard ou le Petit Tambour de la neige de Jean-Pierre Marchand
- 1961 : La caméra explore le temps : L'Aventure de la duchesse de Berry : le comte Lucchesi Palli
- 1961 : Le Mariage de Figaro de Marcel Bluwal : dom Gusman Brid'oison
- 1964 : Assurance de mes sentiments les meilleurs de Marcel Bluwal : Carapoulos
- 1965 : Don Quijote de Jacques Bourdon, Louis Grospierre et Carlo Rim : Sancho Panza
- 1966 : Le Vampire de Bougival de Philippe Ducrest
- 1967 : Cette nuit à Bethléem d'André Fey
- 1968 : Le Bourgeois gentilhomme de Pierre Badel : le maître de musique
- 1970 : Les Saintes Chéries de Jean Becker, épisode Ève et son premier client et Ève réussit
- 1971 : Le Voyageur des siècles de Jean Dréville : Napoléon Bonaparte
- 1972 : Les Évasions célèbres, épisode L'Étrange Trépas de M. de la Pivardière : Morin
- 1971-1974 : Arsène Lupin : le commissaire Guerchard
- 1971-1974 : Schulmeister, l'espion de l'empereur de Jean-Pierre Decourt : Hammel
- 1975 : Le Tour du monde en 80 jours : Fix
- 1975 : Cigalon de Georges Folgoas : le riche client
- 1976 : Les Grands Moyens de Hubert Cornfield : Honoré Campana
- 1977 : Le Passe-muraille de Pierre Tchernia : le directeur de la prison
- 1978 : Messieurs les ronds-de-cuir de Daniel Ceccaldi d'après Courteline : M. van der Hogen
- 1979 : La Grâce de Pierre Tchernia : le patron
- 1981 : La Nouvelle Malle des Indes : l'inspecteur-chef Fontanier
- 1983 : Merci Sylvestre : Helmut Krapstein
- 1983 : L'Attrapeur (Liebe läßt alle Blumen blühen), de Marco Serafini (de)
- 1985 : Les Cinq Dernières Minutes, épisode Tendres Pigeons de Louis Grospierre
- 1986 : Le Cœur cambriolé de Michel Subiela
- 1987 : Pattes de velours de Nelly Kaplan : le commissaire Harnika
- 1987 : Les Enquêtes Caméléon : le responsable de l'agence de détectives
- 1988 : Les Dossiers de l'inspecteur Lavardin, épisode L'Escargot noir de Claude Chabrol : le médecin légiste
- 1990 : Marie Pervenche, épisode Faussaires et Fossoyeurs
- 1991 : Les Mouettes de Jean Chapot : Anselme, le curé
- 1991 : L'amant de ma sœur de Pierre Mondy : Léonard
- 1991 : Héloïse de Pierre Tchernia : Dr Mérindol
- 1992 : Neige dans le midi de Michèle Ferrand-Lafaye : Le Lucre
- 1992 : Honorin et la Loreleï de Jean Chapot : Anselme, le curé
- 1993 : Polly West est de retour de Jean Chapot : Anselme, le curé
- 1994 : Honorin et l'Enfant prodigue de Jean Chapot : Anselme, le curé
- 1997 : Un petit grain de folie de Sébastien Grall : Duvernois
- 1998 : La Clef des champs de Charles Nemes : Rieux
- 2005 : La Crim', épisode Condamné à vie (saison 11)
- 2005 : La Visite de Pierre Sisser : Fernand

## Doublage
Note : Les dates inscrites en italique correspondent aux sorties initiales des films dont Roger Carel a assuré le redoublage ou le doublage tardif.

### Cinéma

#### Films
- Peter Sellers dans :
  - Les Aventures de Tom Pouce (1958) : Anthony
  - La Souris qui rugissait (1959) : la grande-duchesse Gloriana XII[13]
  - Lolita (1962) : Dr Zempf[14]
  - Astronautes malgré eux (1962) : le neurologue indien
  - La Panthère rose (1963) : l'inspecteur Jacques Clouzeau[15]
  - Docteur Folamour (1964) : le colonel Lionel Mandrake / le président Merkin Muffley / le docteur Folamour
  - Un mort en pleine forme (1966) : Dr Pratt
  - Le Baiser papillon (1968) : Harold Fine
  - En voiture, Simone (1974) : le général Latour / le major Robinson / Herr Schrœder / Adolf Hitler / le président / le prince Kyoto
  - Bienvenue, mister Chance (1979) : Chance
- Peter Ustinov dans :
  - Spartacus (1960) : Batiatus
  - L'Âge de cristal (1976) : Ballard
  - Le Trésor de Matacumba (1976) : Dr Ewing T. Snodgrass
  - Mon « Beau » légionnaire (1977) : Markov
  - Mort sur le Nil (1978) : Hercule Poirot
  - Ashanti (1979) : Suleiman
  - La Révolution française (1989) : Mirabeau
  - Le Célibataire (1999) : le grand-père
- Jack Lemmon dans :
  - Le Bal des cinglés (1957) : Hogan (doublage tardif)
  - Certains l'aiment chaud (1959) : Jerry alias Géraldine-Daphné (voix masculine)[16]
  - La Garçonnière (1960) : Calvin Clifford « C. C. » Baxter
  - Oui ou non avant le mariage ? (1963) : Hogan
  - Irma la Douce (1963) : Nestor Patou alias Lord X
  - La Grande Course autour du monde (1965) : le docteur Fatalitas
  - La Grande Combine (1966) : Harry Hinkle
- Anthony Daniels dans :
  - Star Wars, épisode IV : Un nouvel espoir (1977) : C-3PO
  - Star Wars, épisode V : L'Empire contre-attaque (1980) : C-3PO
  - Star Wars, épisode VI : Le Retour du Jedi (1983) : C-3PO
  - Star Wars, épisode I : La Menace fantôme (1999) : C-3PO
  - Star Wars, épisode II : L'Attaque des clones (2002) : C-3PO
  - Star Wars, épisode III : La Revanche des Sith (2005) : C-3PO
- Pat Morita dans :
  - Karaté Kid (1984) : M. Miyagi
  - Karaté Kid : Le Moment de vérité 2 (1986) : M. Miyagi
  - Miss Karaté Kid (1994) : M. Miyagi
  - Inferno (1999) : Jubal
- Oliver Hardy dans :
  - Bons pour le service (1935) : Ollie (2e doublage)
  - Fantômes déchaînés (1942) : lui-même (2e doublage)
- Howard McNear dans :
  - Le Zinzin d'Hollywood (1961) : Hector Chanille
  - Sous le ciel bleu de Hawaï (1961) : M. Chapman
- Eli Wallach dans :
  - La Conquête de l'Ouest (1962) : Charlie Gant
  - Le Cerveau (1969) : Frankie Scannapieco
- Donald Pleasence dans :
  - La Grande Évasion (1963) : Colin Blythe, alias « le faussaire »
  - L'Homme en colère (1979) : Albert Pumpelmayer
- Rod Steiger dans :
  - Le Cher Disparu (1965) : M. Lovejoy
  - Le Refroidisseur de dames (1968) : Christopher Gill
- Robert Morley dans :
  - La Planque (1966) : Hubert Hamlyn
  - Les Aventuriers du bout du monde (1983) : Bentik
- Terry-Thomas dans :
  - Le Grand Départ vers la Lune (1967) : Sir Harry Washington-Smythe
  - Te casse pas la tête Jerry (1968) : H. William Homer
- Joe Flynn dans :
  - L'Ordinateur en folie (1969) : le doyen Dean Eugene Higgins
  - Pas vu, pas pris (1972) : le doyen Eugene Higgins
- Godfrey Quigley dans :
  - Orange mécanique (1971) : l'aumônier de la prison
  - Barry Lyndon (1975) : le capitaine Grogan
- Dom DeLuise dans :
  - Le Frère le plus futé de Sherlock Holmes (1975) : Edouardo Gambetti
  - La Folle Histoire du monde (1981) : Jules César
- Ian Holm dans :
  - Bandits, bandits (1981) : Napoléon Bonaparte
  - Lord of War (2005) : Siméon Weisz
- Jerry Lewis dans :
  - La Valse des pantins (1983) : Jerry Langford
  - Retenez-moi… ou je fais un malheur ! (1983) : Jerry Logan
- Dakin Matthews dans :
  - Flubber (1997) : le prêtre
  - True Grit (2010) : le colonel Stonehill

- 1939[17] : Monsieur Smith au Sénat : Diz Moore (Thomas Mitchell)
- 1940[18] : Le Dictateur : Hynkell / le Barbier (Charlie Chaplin)
- 1942 : Fantômes déchaînés : Oliver Hardy
- 1951 : Le Renard du désert : Adolf Hitler (Luther Adler)
- 1953[19] : La Sorcière blanche : J. Huysman (Walter Slezak)
- 1954[20] : Le Cavalier traqué : Fritz (Fritz Feld)
- 1955 : Le Voleur du Roi : Henry Winch (Melville Cooper)
- 1958 : La Belle de Moscou : Brankov (Peter Lorre)
- 1959 : La Mort aux trousses : Le commissaire-priseur (Les Tremayne)
- 1959 : Les temps sont durs pour les vampires : le baron Osvaldo Lambertenghi (Renato Rascel)
- 1959[21] : Darby O'Gill et les Farfadets : Brian Conners (Jimmy O'Dea)
- 1960 : La Machine à explorer le temps : le docteur Philip Hillyer (Sebastian Cabot)
- 1960 : La Ruée vers l'Ouest : Tom Wyatt (Arthur O'Connell)
- 1960 : Un numéro du tonnerre : Blake Barton (Frank Gorshin)
- 1960 : La Vénus au vison : Anderson (Whitfield Connor)
- 1961 : Branle-bas au casino : Signateur Buford Taylor (Jack Weston)
- 1961 : Le Secret de Monte-Cristo : Albert (Sam Kydd)
- 1961 : Volupté : Argus Dlavolos (Will Kuluva)
- 1961 : La Farfelue de l'Arizona : Nick, le glacier (Nicky Blair)
- 1962 : Jules César, conquérant de la Gaule : Caius Opius (Cesare Fantoni)
- 1962 : Les Trois Stooges contre Hercule : le narrateur (Don Lammond) (voix)
- 1962 : Jack le tueur de géants : Garna (Walter Burke)
- 1963 : Docteur Jerry et Mister Love : le père de Julius (Howard Morris)
- 1963 : Une certaine rencontre : Antonio Colombo (Tom Bosley)
- 1963 : Un chef de rayon explosif : M. Quimby (Ray Walston)
- 1963 : Mercredi soir, 9 heures… : Yoshimi Hiroti (Jack Soo)
- 1963 : Les Motorisées : Urbano Cacace (Totò)
- 1963 : Ce monde interdit : voix-off du commentateur
- 1964 : Deux Têtes folles : Alexander Meyerheim (Noël Coward)
- 1964 : Jerry chez les cinoques : M. Tuffington (Everett Sloane)
- 1964 : Les premiers hommes dans la Lune : Joseph Cavor (Lionel Jeffries)
- 1964 : La Rolls-Royce jaune : Paolo Maltese (George C. Scott)
- 1965 : Le Kid de Cincinnati : le jongleur (Karl Malden)
- 1965 : La Déesse de feu : Job (Bernard Cribbins)
- 1965 : Sept Hommes en or : August (Giampiero Albertini)
- 1965 : Lady L. : Kobeleff (Daniel Emilfork)
- 1966 : Du rififi à Paname : Walter, l'antiquaire (Gert Fröbe)
- 1966 : Grand Prix : Izo Yamura (Toshirō Mifune)
- 1966 : Arizona Colt : Whiskey (Roberto Camardiel)
- 1966 : Mes funérailles à Berlin : Hallam (Hugh Burden)
- 1966 : L'agent Gordon se déchaîne : Rudy Schwartz (Michael Rivers) et le Señor Martinez[Qui ?]
- 1966 : Le Forum en folie : l'instructeur gladiateur (Roy Kinnear)
- 1966 : Passeport pour l'oubli : Stanislaus (Ronald Radd)
- 1966 : Matt Helm, agent très spécial : Tung-Tze (Victor Buono)
- 1966 : La Planque : le guide (John Barrett)
- 1967 : Le Bal des vampires : le professeur Abronsius (Jack MacGowran)
- 1967 : Chantage au meurtre : Martin Slattery (Peter Vaughan)
- 1967 : Mademoiselle de Maupin : le sergent recruteur (Manuel Zarzo)
- 1967 : Le Défi de Robin des Bois : le marchand de pâtés (Alfie Bass)
- 1968 : La Femme en ciment : Rubin (Pat Henry)
- 1968 : Skidoo : le gardien (Burgess Meredith)
- 1969 : Butch Cassidy et le Kid : Percy Garris (Strother Martin)
- 1969 : Fleur de Cactus : Dr Julian Winston (Walter Matthau)
- 1969 : Hello, Dolly! : Rudolph Reisenweber (David Hurst)
- 1969 : Un Beatle au paradis : l'entraîneur d'Oxford (Richard Attenborough) / Sir John (John Le Mesurier) / l'agent de police dressant une contravention (Spike Milligan)
- 1970 : MASH : le lieutenant-colonel Henry Braymore Blake (Roger Bowen)
- 1970 : Cinq Pièces faciles : Carl Fidelio Dupea (Ralph Waite)
- 1970 : Tora ! Tora ! Tora ! : Amiral Chuichi Nagumo (Eijirō Tōno)
- 1971 : La Folie des grandeurs : le Borgne (Salvatore Borgese)
- 1971 : Femmes de médecins : Dr Mortimer Dellman (John Colicos)
- 1971 : La Vallée perdue : le père Sébastien (Per Oscarsson)
- 1972 : Le Petit Poucet : le narrateur
- 1972 : On s'fait la valise, docteur ? : Hugh Simon (Kenneth Mars)
- 1972 : Les Quatre Malfrats : Abe Greenberg (Zero Mostel)
- 1972 : La Conquête de la planète des singes : l'inspecteur-chef Kolp (Severn Darden)
- 1972 : Les Charlots font l'Espagne : le milliardaire allemand au yacht (Gérard Tichy)+la voix du radar et le photographe touristique[Qui ?]
- 1973 : Le Plumard en folie : le lit
- 1973 : L'Exorciste : le psychiatre (Arthur Storch) - (1er doublage)
- 1974[22] : La Tour infernale : Harlee Clairborne (Fred Astaire)
- 1974 : Lucky Luciano : le colonel Charles Poletti (Vincent Gardenia)
- 1974 : Un linceul n'a pas de poches : Nathaël Grissom (Francis Blanche[23])
- 1975 : Le Froussard héroïque : Louis Ier de Bavière (Arthur Brough)
- 1976 : Intervention Delta : Fred Wasserman (Kenneth Griffith)
- 1976 : Un cadavre au dessert : Lionel Twain (Truman Capote)
- 1977 : Black Sunday de John Frankenheimer : le capitaine Ogawa (Clyde Kusatsu)
- 1977 : Bande de flics : Luther Quigley (Jack DeLeon)
- 1978 : Les Faiseurs de Suisses : Max Bodmer (Walo Lüönd)
- 1978 : Le Chat qui vient de l'espace : la voix du chat Jake (Ronnie Schell)
- 1978 : Les Évadés de l'espace : le robot Beba (Isamu Shimizu)
- 1978 : Un mariage : Mackenzie Goddard (Pat McCormick)
- 1978 : Les Enfants de la rivière : Poséidon (Jon Pertwee)
- 1979 : Meurtre par décret : Sir Charles Warren (Sir Anthony Quayle)
- 1979 : Que le spectacle commence : Davis Newman (Cliff Gorman)
- 1979 : Le Shérif et les Extra-terrestres : le député Allen (Luigi Bonos)
- 1979 : Une langouste au petit-déjeuner : Duchamp (Geoffrey Copleston (en))
- 1979 : La luna : le communiste (Renato Salvatori)
- 1980 : Brubaker : C.P. Woodward (M. Emmet Walsh)
- 1980 : Galaxina : le capitaine Cornelius Butt (Avery Schreiber)
- 1981 : Outland : Sheppard (Peter Boyle)
- 1981 : L'Homme de Prague : Brewer (Arthur Hill)
- 1982 : Le Verdict : le juge Hoyle (Milo O'Shea)
- 1982 : Fanny et Alexandre : Oscar Ekdahl (Allan Edwall)
- 1982 : The Toy : U.S. Battes (Jackie Gleason)
- 1982 : J'aurai ta peau : Détective Pat Chambers (Paul Sorvino)
- 1982 : Meurtres en direct : le président Lockwood (George Grizzard)
- 1982 : Fitzcarraldo : le cuisinier Huerequeque (Huerequeque Enrique Bohorquez)
- 1983 : L'Étoffe des héros : le narrateur (Levon Helm) (voix)
- 1983 : Furyo : le capitaine Hicksley (Jack Thompson)
- 1984 : Birdy : le doctor Major Weiss (John Harkins)
- 1984 : Attention les dégâts ! : le psychiatre (Dennis Bourke)
- 1984 : Don Camillo : Peppone (Colin Blakely)
- 1985 : Oz, un monde extraordinaire : Tik-Tok/ Billina
- 1985 : Tranches de vie : le cousin de Malounian (Gérard Jugnot - pour accent russe)
- 1985 : Les Oies sauvages 2 : Rudolf Hess (Laurence Olivier)
- 1986 : Labyrinthe : Sir Didymus / Vermisseau / un garde-chien derrière un bouclier (1er doublage)
- 1987 : La Folle Histoire de l'espace : le président Esbrouffe (Mel Brooks)
- 1987 : Gens de Dublin : Freddy Malins (Donal Donnelly)
- 1987 : Good Morning, Vietnam : Jimmy Wah (Củ Bà Nguyễn) et le capitaine Noel (Ralph Tabakin)
- 1989 : Une saison blanche et sèche : Dr Herzog (Paul Brooke)
- 1990 : Plaisir d’amour : Circé
- 1990 : Papa est un fantôme : Sir Edith Moser (Ian Bannen)
- 1991 : Doc Hollywood : Aubrey Draper (Macon McCalman)
- 1991 : L'embrouille est dans le sac : Five Spot Charlie (Eddie Bracken)
- 1993 : Jurassic Park : voix off dans la voiture
- 1996 : Du vent dans les saules : Crapaud (Terry Jones)
- 1997 : Spawn : Clown / Le Violator (John Leguizamo)
- 1998 : Las Vegas Parano : Dr L. Ron Bumquist (Michael Jeter)
- 2003 : Elfe : Papa Elf (Bob Newhart)
- 2004 : Miracle : Jim Craig (pour les scènes de match)
- 2007 : Les Vacances de Mr Bean : l'animateur du tirage (Steve Pemberton)
- 2007 : La Cité Interdite : un eunuque
- 2007 : La Grande Inondation : le vice-premier ministre Campbell (David Suchet)
- 2008 : La Momie : La Tombe de l'empereur Dragon : Roger Wilson (David Calder)
- 2008 : La Guerre selon Charlie Wilson : Clarence « Doc » Long (Ned Beatty)
- 2009 : Harry Potter et le Prince de sang-mêlé : Horace Slughorn (Jim Broadbent)
- 2010 : Benvenuti al Sud : Signor Scapece (Salvatore Misticone)
- 2010 : Nanny McPhee et le Big Bang : M. Docherty (Sam Kelly)

#### Films d'animation
- 1935 : Le Lièvre et la Tortue : Max Hare
- 1940[24] : Pinocchio : Jiminy Cricket
- 1940 : Fantasia : Mickey Mouse (Redoublage externe de la scène de la rencontre entre Mickey Mouse et Leopold Stokowski pour le film Mickey Jubilé (1978))
- 1941 : Le Tourbillon : Mickey Mouse
- 1941[25] : Dumbo : Timothée
- 1946 : Donald et son double : le double
- 1947 : Coquin de printemps : Jiminy Cricket, Edgar Bergen et ses marionnettes (Donald Dingue dans la version Mickey et le Haricot magique)
- 1949[26] : Le Crapaud et le Maître d'école : Crapaud, baron Têtard
- 1951[27] : Alice au pays des merveilles : le chat de Cheshire
- 1955 : La Belle et le Clochard : Jock, Jo, Saucisson à pattes, le vieil homme au zoo[28], le Bouledogue[29]
- 1959[30] : La Belle au bois dormant : le roi Hubert
- 1959 : François s’évade de Jean Image : le récitant
- 1961 : Les 101 Dalmatiens : Pongo
- 1964 : Les Aventures de Yogi le nounours : Boubou, la conscience de Yogi, le journaliste
- 1967 : Le Livre de la jungle : Kaa
- 1967 : Astérix le Gaulois : Astérix et Caligulaminus
- 1968 : Astérix et Cléopâtre : Astérix, Idéfix, Ginfis, l'espion de César et Baba, la vigie des pirates
- 1970 : Les Aristochats : Roquefort, Lafayette
- 1971 : Daisy Town : le croque-mort, le vautour, le colonel de cavalerie, le vieux
- 1972 : Fritz le chat : Fritz
- 1973 : Joë petit boum-boum : Bzz
- 1973 : Flipper City : Angelo Corleone
- 1974 : Robin des Bois : Triste Sire
- 1975 : Tarzoon, la honte de la jungle : Le second siamois, Général anglais, Short
- 1975 : Le Petit Phoque blanc : Narrateur, Grondin, le père phoque [31]
- 1976 : Les Douze Travaux d'Astérix : Astérix, Idéfix, Caius Pupus, Vulcain, un conseiller, Assurancetourix et Héphaïstos[5]
- 1977 : Les Aventures de Winnie l'ourson : Winnie l'ourson, Porcinet, Coco Lapin (1er et 2e doublages)
- 1977 : Les Aventures de Bernard et Bianca : Bernard
- 1977 : Cinq Semaines en ballon : Lagriffe (voix sur une réplique[32])
- 1977 : Les Cygnes sauvages : la sorcière
- 1977 : Bugs Bunny : Joyeuses Pâques : Le réalisateur[33] (doublage tardif)
- 1978 : La Ballade des Dalton : Ming Li Foo, le croque-mort, Juan le mexicain, le crieur de journaux
- 1978 : La Folle Escapade : Ke-aa, Minouchet (1er doublage)
- 1978 : Mickey Jubilé : Mickey Mouse, la piste sonore, le narrateur
- 1979 : Le Château de Cagliostro : le comte de Cagliostro (1er doublage)
- 1979 : Bugs Bunny, Bip Bip : Le Film-poursuite : Elmer Fudd (What's Opera Doc ?) (1er doublage)
- 1980 : Le Chaînon manquant : Croak, un gros con, divers bruitages d'animaux
- 1980 : Cyborg 009: La Légende des super-galactiques : Karo
- 1981 : Rox et Rouky : Piqueur
- 1981 : Minoïe : le grand Amiralissime
- 1983 : Les Dalton en cavale : Jolly Jumper, le colonel Winston Pendergast, le sénateur Pendelberry
- 1983 : Le Noël de Mickey : Jiminy Cricket (le Fantôme des Noëls passés) (1er, 2e et 3e doublages), Pat Hibulaire (le Fantôme des Noëls futurs) (1er doublage)
- 1983 : Olivier et le Dragon vert : Sir Olivier Pomalo
- 1984 : Cathy la petite chenille : Ernest, Ferdinand la grenouille
- 1984 : La Marmite de Porridge : Le garde (court-métrage)[34]
- 1985 : Taram et le Chaudron magique : Gurki, Crapaud (1er doublage), le roi Bedaine (2d doublage, 1998)
- 1985 : Astérix et la Surprise de César : Astérix, Idéfix et un romain qui capture Tragicomix
- 1985 : Les Bisounours, le film : Grosjojo, Toucostaud l'éléphant, M. Fetuccini
- 1985 : Le Magasin d'antiquités : Daniel Quilp
- 1986 : Le Big Bang : le général de l'USSSR, l'animateur radio, le commentateur sportif
- 1986 : Astérix chez les Bretons : Astérix, Idéfix et un légionnaire
- 1986 : Basil, détective privé : Basil
- 1986 : Fievel et le Nouveau Monde : Chiffre
- 1987 : Le Pacha et les Chats de Beverly Hills : le Pacha
- 1987 : Quand les Jetson rencontrent les Pierrafeu : Fred Pierrafeu, M. Ardoise
- 1988 : Le Petit Dinosaure et la Vallée des merveilles : Pétrie
- 1989 : Astérix et le Coup du menhir : Astérix et Idéfix
- 1990 : Bernard et Bianca au pays des kangourous : Bernard
- 1990 : Petit Pierre au pays des rêves : le Marchand de sable
- 1990 : Le Bateau volant : le narrateur / le forestier / Boris[35]
- 1991 : Fievel au Far West : T. R. Chula
- 1992 : Pico et Columbus : Le Voyage magique : Christophe Colomb
- 1992 : Les Mille et Une Farces de Pif et Hercule : Busard
- 1993 : Les Quatre Dinosaures et le Cirque magique : Vorb, l'extra-terrestre
- 1994 : Le Cygne et la Princesse : le capitaine Anatole, musicien renard, le narrateur
- 1994 : Le Petit Dinosaure : Petit-Pied et son nouvel ami : Pétrie
- 1995 : Astérix et les Indiens : Astérix et Idéfix
- 1995 : Papadoll au pays des chats : Maître Sandada
- 1996 : Le Petit Dinosaure : Voyage au pays des brumes : Pétrie
- 1997 : Le Cygne et la Princesse 2 : Le Château des Secrets : le capitaine Anatole, le cuisinier royal
- 1997 : Winnie l'ourson 2 : Le Grand Voyage : Winnie, Porcinet, Coco Lapin
- 1997 : Le Petit Dinosaure : L'Île mystérieuse : Pétrie
- 1998 : Le Petit Dinosaure : La Légende du mont Saurus : Pétrie
- 1998 : Le Cygne et la Princesse 3 : Le Trésor enchanté : le capitaine Anatole, Frédéric
- 2000 : Les Aventures de Tigrou : Winnie, Coco Lapin
- 2000 : Le Petit Dinosaure : La Pierre de feu : Pétrie
- 2001 : Le Petit Dinosaure : La Pluie d'étoiles glacées : Pétrie
- 2002 : Cendrillon 2 : Une vie de princesse : le Roi
- 2002 : Le Petit Dinosaure : Mo, l'ami du grand large : Pétrie
- 2002 : Winnie l'ourson : Bonne Année : Winnie l'ourson, Coco Lapin
- 2002 : Mickey, la magie de Noël : Ludwig Von Drake, Jiminy Cricket
- 2002 : Mickey, le club des méchants : Kaa
- 2003 : Le Livre de la jungle 2 : Kaa
- 2003 : Les Aventures de Porcinet : Winnie l'ourson, Coco Lapin
- 2003 : Le Petit Dinosaure : Les Longs-Cous et le Cercle de lumière : Pétrie
- 2004 : Scooby-Doo et le Monstre du loch Ness : Ian Locksley
- 2004 : Les Aventures de Petit Gourou : Winnie l'ourson / Coco Lapin
- 2005 : Robots : Mme Gasket
- 2005 : Le Petit Dinosaure : L'Invasion des Minisaurus : Pétrie
- 2005 : Tom et Jerry : Destination Mars : Grob
- 2005 : Winnie l'ourson et l'Éfélant : Winnie l'ourson / Coco Lapin
- 2005 : Winnie l'ourson : Lumpy fête Halloween : Winnie l'ourson / Coco Lapin
- 2005 : Winnie l'ourson : Joyeux Noël : Winnie l'ourson / Coco Lapin
- 2006 : Astérix et les Vikings : Astérix et Idéfix
- 2006 : Tom et Jerry et la Chasse au trésor : Stan
- 2006 : Le Petit Dinosaure : Le Jour du grand envol : Pétrie
- 2007 : Nocturna, la nuit magique : Moka
- 2007 : Le Sortilège de Cendrillon : Le Roi
- 2007 : Le Petit Dinosaure : Vive les amis : Pétrie
- 2008 : Les Aventures de Impy le Dinosaure : le roi Pumponell
- 2008 : Star Wars: The Clone Wars : C-3PO
- 2008 : Scooby-Doo et la Créature des ténèbres : Mr Gibbles
- 2010 : Scooby-Doo : La Colonie de la peur : Burt
- 2014 : Astérix : Le Domaine des dieux : Astérix et Idéfix

### Télévision

#### Téléfilms
- Derek McGrath dans :
  - Le Duel des héros (1984) : Reggie Bell
  - Candidat à l'amour (2010) : Sam Peabody

- 1967 : Deux Romains en Gaule : Astérix
- 1972[36] : Le Chien des Baskerville : Docteur Watson (Bernard Fox)
- 1978 : Le Voleur de Bagdad : le Calife (Peter Ustinov)
- 1999 : La Ferme des animaux : Sage l'Ancien
- 2006 : Et si le père Noël 2
- 2010 : Shrek, fais-moi peur ! : Cricket

#### Séries télévisées
- Paul Sorvino dans :
  - Super Flics (1988) : l'officier Ike Porter (14 épisodes)
  - New York, police judiciaire (1991-1992) : le sergent Phil Cerreta (31 épisodes)
  - Lydia DeLucca (2000-2002) : Frank DeLucca (36 épisodes)
- Jerry Lewis dans :
  - Un flic dans la mafia (1988-1989) : Eli Sternberg (5 épisodes)
  - New York, unité spéciale (2006) : Andrew Munch (saison 8, épisode 4)
- Dakin Matthews dans :
  - Un pasteur d'enfer (1997-1998) : l'évêque Peter Jerome[37]
  - Desperate Housewives (2005-2010) : le révérend Sikes (1re voix, saisons 1 à 6)
- Orson Bean dans :
  - Normal, Ohio (2000-2001) : William « Bill » Gamble Sr. (7 épisodes)
  - Cold Case : Affaires classées (2004) : Harland Sealey (saison 2, épisode 8)
- James Hong dans :
  - Charmed (2002) : le maître zen (saison 4, épisode 4)
  - Malcolm (2004) : Monsieur Li (saison 5, épisode 11)
- 1965-1989 : The Benny Hill Show : lui-même (Benny Hill)
- 1968 : Max la Menace : Conrad Siegfried (Bernie Kopell), Carlson (Stacy Keach Sr. (en)) et personnages divers
- 1971 : Chapeau melon et bottes de cuir : Sir Horace Winslip (Ronald Fraser) (saison 4, épisode 6)
- 1979 : L'Homme de l'Atlantide : Dr Schubert (Victor Buono) (9 épisodes)
- 1979 : Ike : Dwight David Eisenhower (Robert Duvall) (mini-série)
- 1980-1981 : Shérif, fais-moi peur : Boss Hogg (Sorrell Booke) (1re voix, saison 1)
- 1982-1983 : La Petite Maison dans la prairie : Charles Ingalls (Michael Landon) (3e voix, saison 9) et voix additionnelles
- 1983 : X-Or : Bolzar (Sonny Chiba)
- 1983 : Marco Polo : Giovanni (Mario Adorf) (mini-série)
- 1983-1984 : Dynastie : Cecil Colby (Lloyd Bochner) (saisons 1 à 3)
- 1984 : Soap : Chester Tate (Robert Mandan)
- 1984 : Sherlock Holmes : Jabez Wilson (Roger Hammond) (S01E13 : La Ligue des rouquins)
- 1984 : Starsky et Hutch : James Balford (Val Bisoglio) (saison 2, épisode 18)
- 1985 : Einstein : Albert Einstein (Ronald Pickup)
- 1985-1989 : Petite Merveille : Brandon Brindle (William Bogert (en))
- 1987 : Papa Schultz : colonel Crittendon (Bernard Fox) (8 épisodes)
- 1987 : Le Souffle de la guerre : Adolf Hitler (Günter Meisner) (mini-série)
- 1988-1990 : Alf : Alf (Paul Fusco) (voix) (103 épisodes)
- 1990 : Marotte et Charlie : la commode (épisodes 1 à 10) et la lampe (épisode 5)
- 1991 : Dallas : Adam le Diable (Joel Grey) (saison 14, épisodes 22 et 23)
- 1991-2011 : Hercule Poirot : Hercule Poirot (David Suchet) (1re voix, saisons 1 à 12, 65 épisodes)
- 1992-1994 : Dream On : Mickey Tupper (Paul Dooler) (6 épisodes, saisons 3 à 5)
- 1992-1995 : Seinfeld : Newman (Wayne Knight) (1re voix, saisons 3 à 5)
- 1993 : Columbo : Léon Lamarr (Rip Torn) (saison 11, épisode 1)
- 1993-1998 : Inspecteur Derrick : Kubeck (Gerd Baltus)  (saison 20, épisode 3) / le procureur Erich Kolbe (Lambert Hamel)  (saison 21, épisode 3) / Kordes (Lambert Hamel)  (saison 25, épisode 3)
- 1994 : Loïs et Clark : Les Nouvelles Aventures de Superman : William Wallace Webster Waldecker (Leslie Jordan) (saison 2, épisode 8)
- 1994 : Les Contes de la crypte : M. Byrd, le vendeur de glaces (Michael Lerner) (saison 5, épisode 5)
- 1996 : Du rouge à lèvres sur ton col : Colonel Bernwood (Peter Jeffrey)
- 1996-1998 : Une maman formidable : Floyd Norton (Tom Poston) (32 épisodes)
- 1998 : Buffy contre les vampires : Narl (Camden Toy) (saison 7, épisode 3)
- 1998 : Le Renard : Friedrich Wallberg (Ernst Jacobi (de)) : (Ep. 235 : 'Les rivaux')
- Inspecteur Barnaby :
  - 1998 : Nigel Anderson (Paul Brooke) (saison 1, épisode 4)
  - 2005 : George Baker (Charlie et Jack Magwood) (saison 9, épisode 1)
- 2000 : Siska : Georg Probst (saison 2, épisode 13) (Lambert Hamel)
- 2001 : New York, unité spéciale : Allen Cooper (William Hill) (saison 3, épisode 15)
- 2002 : Greg the Bunny : Warren Demontague (Dan Milano (en))
- 2002-2007 : Dead Zone : le révérend Eugene « Gene » Purdy (David Ogden Stiers) (40 épisodes)
- 2003-2004 : New York, police judiciaire : Dean Connors (Peter Gerety) (saison 13, épisode 14) et Federico Righetti (Joseph Ragno) (saison 14, épisode 12)
- 2003-2011 : New York, unité spéciale : le juge Barry Moredock (John Cullum) (11 épisodes)
- 2005 : The Closer : L.A. enquêtes prioritaires : M. Mitchell (Dakin Matthews) (saison 1, épisode 13)
- 2005 : Rome : un prêtre de Jupiter [Qui ?] (saison 1, épisode 4)
- 2005-2006 : Stargate SG-1 : Nerus (Maury Chaykin) (saison 9, épisodes 6 et 16)
- 2006-2011 : Rescue Me : Les Héros du 11 septembre : Michael Gavin (Charles Durning) (2e voix, saisons 3 à 7)
- 2006 : Ghost Whisperer : Pete (Anthony Russell) (saison 2, épisode 1)
- 2007 : How I Met Your Mother : le chauffeur de taxi (Jack Shearer) (saison 1, épisode 1)
- 2007-2011 : La Petite Mosquée dans la prairie : le révérend Duncan McGee (Derek McGrath (en))
- 2008 : Hannah Montana : le dentiste (Shelley Berman) (saison 3, épisode 3)

#### Séries d'animation
- 1941-1972 : Woody Woodpecker : Woody Woodpecker (voix de remplacement) / Clam Glouton / Colonel
- 1958-1961 : Roquet Belles-Oreilles : Roquet Belles-Oreilles
- 1958-1961 : Pixie et Dixie et Mr. Jinks : Pixie, Dixie
- 1958-1963 : Sidney l'éléphant : Sidney
- 1960-1966 : Les Pierrafeu : Fred Pierrafeu
- 1960-1977 : Mister Magoo : Mister Magoo
- 1961-1962 : Alcibiade : Alcibiade
- 1961-1962 : Yogi l'ours : Yogi - (2e doublage)
- 1962 : Joë chez les fourmis : le chef du conseil
- 1962-1963 : Lippy le lion : Lippy le Lion
- 1962-1987 : Les Jetson : M. Cosmos
- 1964-1967 : Magilla le gorille : Magilla
- 1967-1968 : Mightor : Mightor, Pondo
- 1969-1981 : Heckle et Jeckle : Heckle, Jeckle
- années 1970 : Mickey Mouse / Dingo : voix française dans divers courts-métrages
- 1976-1978 : Scoubidou Show : voix additionnelles
- 1977-1980 : Capitaine Caverne : le capitaine Caverne / voix-off du générique / voix additionnelles
- 1978-1979 : Il était une fois… l'Homme : Maestro / Pierre / le narrateur
- 1979 : Capitaine Flam : Norton, pilote de l'Arcturion (épisode 37) / le général Sanders (épisode 37) / Zaan, le commandant de la prison (épisodes 38-40) / Kunikil, le capitaine des gardes du roi Soryx (épisodes 38-40) / Qweldel, le Conseiller du roi Soryx (épisodes 38-40)
- 1980 : Charlotte aux fraises : Grand-Guimauve / le Soleil
- Albator 84 : Alfred (2e voix)
- Babar : Basile
- Les Aventures de Chaperonnette à Pois
- Looney Tunes et Merrie Melodies : Charlie le coq / Elmer Fudd / Bugs Bunny - (1er doublage de certains épisodes)
- Clémentine : Malmoth / Gontrand
- Les Contes du chat perché : le coq
- Dare Dare Motus : Dare Dare Motus
- Ding Dang Dong : Ding
- Docteur Snuggles : le docteur Snuggles
- Fantômette : le commissaire Filloire
- Ferdy la fourmi : Narrateur, Apetitos, la sauterelle (2e voix)
- Flo et les Robinson suisses : Gustave Eliott
- L'Oiseau bleu : les âmes du Temps, du Pain, du Lait et du Feu / narrateur
- Momo et Ursul : Momo
- Monsieur Bonhomme : les Monsieurs / narrateur
- Le Muppet Show : Kermit la grenouille et C-3PO (saison 4, épisode 17)
- Nom de code : Kids Next Door : M. Morvalou
- Où est Charlie ? : Barbe Blanche / Pouah
- Pattaclop Pénélope : le narrateur
- Les Plus beaux contes d'Andersen : le conteur
- Princesse Starla et les Joyaux magiques : Merlin
- Les Quatre Fantastiques : Richard Rééd. dit « l'Homme-élastique » / le docteur Doom / Klaw / l'Homme-taupe (1re voix)
- Robostory : Vénéré, Robomécanicien
- Super Zéro : le Pou
- Transformers : Inferno / Beachcomber (voix de remplacement des deux personnages dans l'épisode Le Syndrome des Insecticons)
- Les Trois Mousquetaires : le narrateur / Pomme / Porthos / Richelieu / Buckingham
- Waldo Kitty : Tyran le chien
- Wally Gator : Wally Gator
- Wizz avec Méli et Mélo : Wizz
- 1976-1980: L'Ours Paddington : le narrateur / Paddington
- 1981-1989 : Les Schtroumpfs : voix additionnelles / Schtroumpf coquet (voix de remplacement dans l'épisode Les Schtroumpfs de neige) / Schtroumpf gourmand (voix de remplacement dans l'épisode Les Schtroumpfs de pain d'épices)
- 1982 : Les Mystérieuses Cités d'or : le navigateur M. Imada (documentaire, épisode 4)
- 1982-1983 : Il était une fois… l'Espace : Maestro / colonel Pierre / Métro / le Nabot
- 1984-1987 : Les Entrechats : Isidore
- 1985-1986 : Inspecteur Gadget :
- 1985-1986 : Droïdes : Les Aventures de R2-D2 et C-3PODr Noodleman / Le Parrain (saison 2)
- 1985-1988 : Les Bisounours : Groschéri / Grosfarceur / Groscadeau / Toucostaud l’éléphant / Grosveinard (épisode 5)
- 1987-1990 : La Bande à Picsou : Archibald Gripsou / Arsène / Castor Major
- 1987–1992 : Il était une fois… la Vie : Maestro / maître Globus / Pierre / le Nabot
- 1988-1991 : Les Nouvelles Aventures de Winnie l'ourson : Winnie / Coco Lapin / Porcinet
- 1988-1994 : Garfield et ses amis : voix additionnelles
- 1989 : Pif et Hercule : Grotalent
- 1989 : Super Mario Bros. : voix additionnelles
- 1990-1993 : Tom et Jerry Kids : Droopy / Spike
- 1991 : Cupido : M. Donovan
- 1991-1993 : Il était une fois… les Amériques : Maestro
- 1994-1997 : Il était une fois… les Découvreurs : Maestro
- 1995-1998 : Gadget Boy : le patron Strombolli
- 1995-1998 : Les Babalous : monsieur Bol, Clé à molette, Parapluie
- 1996 : Couacs en vrac : Ludwig Von Drake
- 1996-1999 : Kangoo : Roy Walter / Archie / Arthur
- 1996-2000 : Il était une fois… les Explorateurs : Maestro
- 1998 : SOS Croco : sir Mac Monk / le professeur Z
- 2000 : Chris Colorado : le professeur Amton
- 2002-2006 : Kangoo Juniors : Monsieur Walter / Roy Walter
- 2003-2009 : Martin Matin : Raoul Graindesel (1re voix) / voix diverses (saisons 1 à 3)
- 2004-2005 : Star Wars: Clone Wars : C-3PO
- 2004-2007 : Les Gnoufs : Grougnouf / le Grand Livre
- 2006-2007 : Team Galaxy : voix additionnelles (saison 2)
- 2006-2012 : La Maison de Mickey : Ludwig Von Drake (1re voix, jusqu'à saison 4, épisode 1)
- 2007-2008 : Le Petit Dinosaure : Pétrie / Wooper (épisode 18)
- 2007-2010 : Mes amis Tigrou et Winnie : Winnie, Coco Lapin
- 2008-2011 : Star Wars: The Clone Wars : C-3PO (1re voix)
- 2008-2011 : Il était une fois… notre Terre : Maestro
- 2009-2010 : Devine quoi ? : le Soleil

### Jeux vidéo
- 1994 : Marine Malice et le Mystère des graines d'algues : Luther / voix additionnelles
- 1995 : Brain Dead 13 : Lance Galahad / Dr Nero Neurosis / Moose
- 1995 : Pouce-Pouce sauve le zoo : M. Baldini / Sam l'australien
- 1996 : Discworld II : Mortellement vôtre ! : Rincevent
- 1996 : Warcraft II: Tides of Darkness : Archer Elfe
- 1997 : Les 9 Destins de Valdo : Filipe Machado / Antonio / Olivera le pirate / le vieux chinois / le chef indigène des Moluques
- 1997 : Monopoly Star Wars : C-3PO
- 1999 : Winnie l'ourson : Kindergarten : Winnie l'ourson / Coco Lapin
- 1999 : Disney Le Retour Des Méchants : Jiminy Cricket
- 2000 : Winnie l'ourson : La Chasse au miel de Tigrou : Winnie l'ourson / Coco Lapin
- 2000 : Winnie l'ourson - Premiers pas : Winnie l'ourson
- 2000 : Les Fous du volant : le professeur Maboulette / Pique
- 2001 : Les Fous du volant présentent : Satanas et Diabolo : le professeur Maboulette / Pique
- 2001 : Winnie l'ourson - Premières Decouvertes : Winnie l'ourson / Coco Lapin
- 2001 : Panique à Mickeyville : Ludwig Von Drake
- 2002 : Kingdom Hearts : Winnie / Jiminy Cricket / Geppetto
- 2002 : Winnie l'ourson : C'est la récré ! : Winnie l'ourson / Coco Lapin
- 2003 : Astérix et Obélix XXL : Astérix
- 2005 : Astérix et Obélix XXL 2 : Mission Las Vegum : Astérix
- 2005 : Kingdom Hearts 2 : Winnie, Coco Lapin, Jiminy Cricket
- 2005 : Winnie l'ourson : À la recherche des souvenirs oubliés : Winnie / Coco Lapin
- 2007 : Astérix aux Jeux olympiques : Astérix
- 2007 : Les Simpson, le jeu : le lapin de chocolat blanc
- 2008 : Mes amis Disney : Winnie
- 2008 : Il était une fois la vie : Maestro

### Radio
- 1958-1960 : Signé Furax (feuilleton radiophonique, RTF, puis Europe 1) : Léopold Vanpeeremerch / autres
- 1960-1961 : Les Aventures de Tintin (feuilleton radiophonique de Nicole Strauss et Jacques Langeais[38]) : Bohlwinkel / Dupont[39]
- 1965-1974 : Bons baisers de partout (feuilleton radiophonique, France Inter) : Zorbec Legras / Monsieur Maurice
- 1966-1967 : Les Aventures d'Astérix le Gaulois (feuilleton radiophonique, France Inter) : Astérix
- 1983 : Le Mystère de la chambre jaune (feuilleton radiophonique, France Culture) : M. de Marquet

### Autres
- 1990 : publicités pour Amstrad : le Croco Amstrad
- 1992: publicité pour Super Mario Kart: le narrateur
- 1999 : publicité pour Apple-Minis : le narrateur
- 2002 : Bubo le hibou, le grand conseil des animaux, spectacle du parc animalier de Sainte-Croix : Bubo le hibou[40]
- 2007 : Nom de Zeus ! (théâtre) de Nicolas Lumbreras, Fabrice Pannetier et Constance Carrelet : voix-off
- 2008 : Le Défi de César, attraction du parc Astérix : Astérix

## Discographie

### Livres-disques
- Blanche-Neige, Philips, 1960
- Oumpah-Pah sur le sentier de la guerre de René Goscinny, Musidisc, 1971
- Oumpah-Pah le Peau-Rouge de René Goscinny, Musidisc, 1973
- Chlorophylle contre les rats noirs de Raymond Macherot, Musidisc, 1973
- Offenbach raconté aux enfants de Claude Dufresne, Adès, 1978
- Nombreux livres-disques Disney/Le Petit Ménestrel parmi lesquels :
  - Merlin l'Enchanteur
  - Basil, détective privé
  - Picsou et tout l'or du monde
  - Les Minipouss : Première Victoire
  - Le Noël de Mickey
  - Bernard et Bianca

### Livres audio
- Les Contes bleus du chat perché de Marcel Aymé, Gallimard, 1984
- Trois amis de Helme Heine, Gallimard, 1984
- L'Énorme Crocodile de Roald Dahl, Gallimard, 1984
- Les Contes rouges du chat perché de Marcel Aymé, Gallimard, 1986
- La Potion magique de Georges Bouillon de Roald Dahl, Gallimard, 1986

### Divers
- 1952 : Le Chien dans la vitrine, Pathé-Marconi : chanson de Line Renaud dans laquelle il assure les aboiements[41].
- 1966 : La Chanson d'Astérix, Philips
- 1977 : 1-2-3-4-5 petits chiens turbulents !, Adès/Disneyland

## Publication
- Roger Carel et Henri Marc, J'avoue que j'ai bien ri, Éditions Jean-Claude Lattès, 1986, 238 p. (ISBN 978-2709604840)

## Accueil
La presse médiatique a bien accueilli les qualités de Roger Carel en tant qu'acteur et comédien de doublage. France Dimanche qualifie Roger Carel de « roi du doublage ». Des critiques comme le site web suisse Daily Movies et le journal français Le Figaro le surnomment « l'homme aux 1 000 voix »,. Plus emblématique encore, certains comme Télé Star le qualifiaient de « voix d'Astérix »,.

## Distinctions

### Décoration
- Chevalier de l'ordre des Arts et des Lettres[réf. souhaitée]

### Récompenses
- Prix Fernand-Raynaud 1986
- Prix Henri-Langlois 2012 pour son autobiographie J'avoue que j'ai bien ri[12]

## Anecdotes
- Dans la version française de la série Le Cuphead Show !, on peut entendre un animateur radio se présenter sous le nom de Roger Carel.